# Familie Wöhler auf Mallorca
Familie Wöhler auf Mallorca ist eine deutsche Tragikomödie von David Gruschka aus dem Jahr 2019.

## Handlung
Der auf Mallorca lebende ehemalige Metzger Helmut Wöhler lädt seine Familie zu einer gemeinsamen Wanderung in die Serra de Tramuntana ein. Die Familie will sich während ihrer mehrtägigen Wanderung aussprechen, sowohl Helmut als auch sein Sohn Klaus, der die familiäre Metzgerei fortführt, haben eine Mitteilung zu machen.
Klaus reist gemeinsam mit seiner Tochter Stefanie an. Er vermutet und hofft, dass sein Vater ihm die Metzgerei noch zu Lebzeiten überschreiben will. Doch Helmut plant, eine Hypothek aufzunehmen und das Familienunternehmen als Sicherheit einzubringen. Klaus hingegen beabsichtigt, die Metzgerei zu verkaufen, da er ein sehr gutes Angebot bekommen hat, und dies will er seinem herzkranken Vater schonend beibringen. Dennoch befürchtet er, dass der Vater vielleicht wieder nach Deutschland zurückkommen wolle, was ihm überhaupt nicht gefallen würde.
Die Lage vor Ort gestaltet sich für Klaus heikel, als während der ersten Etappe der Wanderung, die von Valldemossa nach Deià führt, völlig unerwartet sein in die USA ausgewanderter Sohn Mark erscheint. Helmut hatte seinen Enkel gezielt eingeladen, damit sich sein Sohn mit ihm wieder versöhnen kann. Klaus verlässt zunächst wütend die Gruppe, kommt aber schon bald wieder zurück, und Helmut besteht auf ihrer gemeinsamen Tour, die sie über das Tramuntana-Gebirge führen soll.
Nach dem ersten Tag, der fast ausschließlich von Streitigkeiten und Helmuts spitzen Bemerkungen bestimmt wird, nächtigen Helmut und Klaus in einem Refugi. Mark zieht es vor, mit seiner Schwester ein reguläres Hotel im Ort zu beziehen. Auch am zweiten Tag der Wanderung ist von Familienfrieden nur wenig zu spüren. Zudem ist sich Klaus sicher, dass sein Vater sich verirrt hat. Doch Helmut hatte ganz gezielt einen anderen Weg eingeschlagen, um seine Familie an einen ganz bestimmten Ort zu führen: zu seiner neuen Frau Carla, die hier draußen auf einer Finca wohnt. Klaus fürchtet sofort um sein Erbe und ist verärgert, als er von seinem Vater hört, dass dieser eine Hypothek auf die Metzgerei aufnehmen wolle, um für sich und Carla eine Finca zu kaufen. Klaus hält seinen Vater für übergeschnappt und eröffnet ihm seinerseits, dass dies gar nicht möglich sei, weil die Metzgerei so gut wie verkauft wäre. Mitten in diesen Streit platzt nun Stefanie Überraschung: Ihr Freund Noah stellt sich der Familie vor und schließt sich ihrer Wanderung an.
Am dritten Tag der Wanderung will der 82-jährige Helmut seine Familie auf den Gipfel eines Berges führen, wo ihn allerdings eine Kreislaufschwäche ereilt. Da sich alle große Sorgen machen, muss Helmut ihnen nun die Wahrheit über seine angeblichen Herzprobleme sagen. Die hat er ihnen vorgespielt, um die Familie überhaupt zu sich nach Mallorca zu locken. So ist nun für alle die Stunde der Wahrheit gekommen. Helmut muss sich anhören, dass sein Sohn noch nie Metzger werden wollte und schon seit einem Jahr den unrentablen Betrieb aufgegeben hat, um die dazugehörende Gaststätte zukunftsfähig betreiben zu können. Stefanie erklärt, dass nach Mark auch sie aus dem „Familienknast“ ausbrechen wolle, um mit ihrem Noah in Berlin ein eigenes Restaurant zu eröffnen. Patriarch Helmut will das alles nicht hören und besteht darauf, trotzdem seine Finca zu kaufen. Alle rennen auseinander und während sich Helmut den Fuß verstaucht, stürzen Klaus und Mark so unglücklich, dass sie von der Bergwacht gerettet werden müssen. Dabei sprechen sich Vater und Sohn endlich aus und als Klaus erfährt, selbst bald Großvater zu werden, ist er sichtlich gerührt und das erste Mal stolz auf seinen Sohn.
Zurück im Familienkreis eröffnet Klaus seinem Vater eine Idee: Bei aller Metzger-Tradition sollten sie diese begraben, wenn doch niemand damit glücklich ist. Wenn sie den gesamten Wöhlerhof verkaufen, würde das Geld für alle reichen. Klaus will sich zukünftig der Schweinezucht widmen und – statt die Tiere zu schlachten – alte Schweinerassen vor dem Aussterben bewahren. Helmut ist erstaunlicherweise einverstanden und so feiern sie am Abend alle gemeinsam ein fröhliches Fest. Helmut räumt schlussendlich im Gespräch mit seinem Sohn ein, dass Zukunft doch besser sei als Tradition. So schließt der Film mit Helmuts Kommentar „Scheiss auf die Tradition, Zukunft ist besser!“

## Hintergrund
Der Film Familie Wöhler auf Mallorca wurde unter dem Arbeitstitel Mallorca – Reise ins Leben: Der Weg über das Tramuntana-Gebirge vom 7. September 2017 bis zum 6. Oktober 2017 auf dem 90 Kilometer langen nordwestlichen Gebirgszug Mallorcas, im UNESCO-Welterbe Serra de Tramuntana, gedreht.
Der Film setzt die abwechslungsreiche Bergwelt Mallorcas mit ihren sehenswerten Ortschaften und grandiosen Perspektiven abseits der bekannten touristischen Hochburgen gezielt in Szene. So bietet die Wanderung der Familie Wöhler durch die Serra de Tramuntana, durch Olivenhaine, an Trockensteinmauern, am Fuße des Puig Major (höchster Gipfel Mallorcas) und am Rande des Stausees Cuber vorbei, einen interessanten Einblick in die natürliche Vielfalt Mallorcas. Dem Film ist anzurechnen, dass er die Zuschauer trotz zahlreicher bildgewaltiger Perspektiven nicht mit zu vielen Eindrücken überfordert. Das ist schlussendlich jedoch sekundär, denn wer Bergwanderungen bisher nicht mit Mallorca verbunden hat, wird vermutlich am Ende des Films ein völlig anderes Bild von den Highlights der vor allem bei Deutschen sehr beliebten Ferieninsel mitnehmen.
Und damit bedient dieser Film auch den Wunsch und die Hoffnung vieler Mallorquiner, der Insel ein anderes Ansehen zu geben und die negativen Folgen des Massentourismus eindämmen zu können. Damit folgt dieser Film der ZDF-Mallorca-Serie „Hotel Paradies“, die ab dem 16. Januar 1990 im damals noch nicht wiedervereinten Deutschland mit 27 Folgen das turbulente Leben einer deutschen Hotel-Familie im malerischen Deià an der Westküste Mallorcas in Szene setzte und dabei den Massentourismus, den Ballermann und die Hotelburgen völlig ausblendete. Damals räumte Produzent Wolfgang Rademann, der auch die erfolgreichen TV-Formate „Die Schwarzwaldklinik“ und „Das Traumschiff“ erschaffen hatte, ein, mit der Balearischen Landesregierung einen handfesten Deal getroffen zu haben: über eine TV-Serie Mallorca ein neues Image geben und im Gegenzug an Stellen drehen zu können, die TV-Teams bisher verschlossen waren.
Die Dreharbeiten zum Film fanden vor allem in den Ortschaften Valldemossa und Deià statt. Die Eingangsszene wurde auf der Straße Ma-2100 von Alarò nach Orient mit Blick auf den Puig d’Alarò gedreht. Für den Start der Familien-Wanderung wird das Bergdorf Valldemossa genutzt, die Szenen wurden in der Ortsmitte in unmittelbarer Nähe des ehemaligen Kartäuserklosters aufgenommen, das zur besonderen Beliebtheit dieses Ortes beiträgt. Die Szene des Familienaufeinandertreffens (als Sohn Marc in Erscheinung tritt) mit dem wunderbaren Blick auf die Westküste wurde beim Kloster Ermitá de la Trinitat gedreht, etwas oberhalb der Panoramastraße Ma-10 zwischen Valldemossa und Deià. Bereits 30 Jahre vor Veröffentlichung dieses Films war bereits eine Szene für die ZDF-Mallorca-Serie „Hotel Paradies“ (Erstausstrahlung ab 16. Januar 1990) an diesem Kloster aufgenommen worden. Die gezeigte Perspektive auf die Westküste ist identisch. Das Refugi, das Helmut und Klaus nach der ersten Etappe nach Deià zur Übernachtung nutzen, ist das Refugi de Muleta, das jedoch nicht in Deiá, sondern einige Kilometer entfernt in Port de Sóller liegt. Die Straßen-Szene am zweiten Wandertag wurde auf der Ma-11, die Palma mit Sóller verbindet, kurz hinter dem Tunnel aufgenommen. Bei dem in der Schlussetappe der Familienwanderung zu sehenden Kloster handelt es sich um einen bekannten Wallfahrtsort, das Kloster Lluc, im Nordwesten der Serra de Tramuntana. Produziert wurde der Film von der Ariane Krampe Filmproduktion GmbH. Der Film ist nach Kilimandscharo – Reise ins Leben aus dem Jahre 2017 ein weiterer Film der ARD-Freitagsreihe „Reise ins Leben“.

## Kritik
Rainer Tittelbach von tittelbach.tv fasste zusammen: „Familie Wöhler auf Mallorca“ „ist eine Komödie, die sich auf den zweiten Blick auch als Tragikomödie lesen lässt: ein rabiater Patriarch, sein Sohn, ein 60jähriges Kind, dessen Tochter, Mitte 30, die zudem noch Ersatz-Frau und Mama spielen muss, außerdem ihr Bruder, das schwarze Schaf – die Konflikte dieser Familie lassen sich durchaus ernst nehmen. Es geht um den Erwartungsdruck, den die jeweils ältere Generation auf die nächstjüngere ausübt. Und die Wöhlers sind immer für eine Überraschung gut. Weil das so ist und weil es dem Autoren-Duo Hinter/Cantz so vorzüglich gelingt, diese Überraschungen über die 90 Minuten dramaturgisch klug zu verteilen, besitzt der Film nicht nur einen hohen Spaßfaktor, sondern auch eine gute innere ‚Spannung‘. David Gruschkas  temporeiche, frische Inszenierung unterscheidet sich von den Bildern handelsüblicher Schönwetterformate. Buch & Regie bilden eine kongeniale Einheit, die Erzählökonomie ist 90 Minuten lang oberstes Gebot. Und die Schauspieler sind einfach perfekt in ihren Rollen.“
Die Kritiker der Fernsehzeitschrift TV Spielfilm zeigten mit dem Daumen zur Seite und resümierten in ihrem Online-Bewertungsvideo: „Abgesehen von einigen ehrlichen Gedanken über Generationen und Traditionen bleibt die ‚Zerstrittene Sippe erwandert sich ihr Seelenheil‘-Story fußlahm bis peinlich klischeehaft. Die Landschaft ist herrlich.“
Frank Feldmeier von der Mallorca Zeitung schrieb: „Hört man sich jetzt die Dialoge an oder betrachtet man die Gegend? Es sind zwei Welten, die da […] aufeinanderprallten – die Tramuntana-Landschaft mit ihren Trockensteinmauern, Olivenbäumen, Ziegen und Mönchsgeier einerseits, die Endlos-Streitereien der deutschen Metzger-Familie über die Wahrung der Tradition und die enttäuschten Erwartungen andererseits. Schimpfend und grollend wandert sie durch die Mallorca-Kulisse und hält sich dabei an alle Regeln der öffentlich-rechtlichen Familienunterhaltung, inklusive Happy End.“ „Die Tramuntana als feindliche Steppenlandschaft, in der sich die Familienmitglieder verirren, die Füße verstauchen, ums Erbe streiten und duellieren – das entschädigt für andere Schwächen des Films.“